# The Comet Game
The Comet Game, a volte chiamato Comet, è un videogioco di genere misto pubblicato nel 1986 per gli home computer Amstrad CPC, Atari 8-bit, Commodore 64 e ZX Spectrum dalla Firebird. Rappresenta un viaggio spaziale verso una cometa ed è costituito da sei minigiochi che si alternano. Venne prodotto in occasione del celebre passaggio della Cometa di Halley, avvenuto qualche tempo prima lo stesso anno.

## Trama
Si è scoperto che la Cometa di Halley, in avvicinamento alla Terra, trasporta dei batteri alieni potenzialmente letali per la vita terrestre. Un'astronave viene inviata per intercettare la cometa e distruggere i batteri. Il giocatore svolge le funzioni del computer di bordo e deve affrontare varie emergenze che si presentano durante il viaggio spaziale, compreso occuparsi della salute del pilota che si trova in stato di animazione sospesa, tramite delle surreali somministrazioni di caffè. Una volta raggiunta l'orbita bassa della cometa dovrà distruggere le sacche di batteri sparando.

## Modalità di gioco
Durante il viaggio, la schermata principale mostra la vista in prima persona sullo spazio, frontale con la cometa in lontananza su Amstrad e Spectrum oppure laterale su Atari e Commodore. Una delle cinque icone in alto (in basso su Atari) lampeggia quando si deve affrontare uno dei cinque minigiochi che si propongono casualmente. Altri piccoli schermi animati in basso, sempre presenti anche durante i minigiochi, sono puramente decorativi.
Durante il viaggio si devono affrontare in tutto 20 minigiochi di tipo casuale con difficoltà crescente, e al primo fallimento in uno qualunque di essi la partita termina. Su Commodore 64, curiosamente, alla sconfitta vengono mostrate delle banane e il commento "sei scivolato".
I cinque tipi di minigiochi, con i titoli utilizzati nel manuale, sono i seguenti:
- Computer argument: un rompicapo in cui si devono riparare i circuiti dell'astronave accendendo e spegnendo una sequenza di quattro LED in modo che corrisponda a una sequenza data, entro un tempo limite. Il giocatore deve commutare una serie di ingressi binari che attraverso delle porte logiche controllano i LED.
- Interplanetary safeguard: un'imitazione di Missile Command, ma con l'astronave da difendere posizionata al centro dello schermo, e i missili nemici che arrivano da tutte le direzioni. Il movimento del mirino è reso difficile dall'inerzia.
- Antenna alignment: si deve puntare correttamente l'antenna parabolica, regolandola con i controlli a destra e sinistra fino a raggiungere il massimo del segnale entro un tempo limite. Su Commodore e Atari l'avvicinamento al massimo si capisce da un segnale sonoro[1], altrimenti da un grafico.
- Life support infestation: alcune sacche di batteri hanno contaminato la fornitura di ossigeno dell'astronave. Le sacche vagano veloci per lo schermo rimbalzando sui quattro lati, e il giocatore le deve eliminare tutte entro un tempo limite sparando con un mirino. Ogni sparo permane su una piccola area per un istante distruggendo le sacche che tocca.
- Coffee game: si deve mantenere alto il supporto vitale dell'equipaggio preparando il caffè. Lo schermo mostra 8 icone, di cui solo 5 controllabili, e il giocatore le deve selezionare con un cursore per svolgere varie operazioni come aggiungere acqua e macinare caffè, variando di conseguenza degli indicatori a barra. Una delle icone è P che sta per pee ossia "pisciare", da attivare periodicamente prima che il riempimento della vescica causi la sconfitta[4].

La parte finale della missione, quando si arriva alla cometa, diventa un sesto minigioco. È uno sparatutto con un mirino che si può spostare su una visuale in prima persona fissa, mentre l'astronave sorvola la superficie della cometa. Si devono colpire le sacche di batteri che si avvicinano volando.

## Accoglienza
All'epoca dell'uscita, The Comet Game ricevette valutazioni tendenzialmente negative dalla stampa europea, essendo di fatto una raccolta di piccoli giochi che singolarmente sono di basso interesse. Molte riviste furono fortemente critiche, spesso con votazioni complessive equivalenti a 3/10. Altre riviste diedero valutazioni di sufficienza, e solo occasionalmente qualche testata fu abbastanza soddisfatta.